# Sabu to Ichi Torimono Hikae
Sabu to Ichi Torimono Hikae (佐武と市捕物控), é um mangá de Shotaro Ishinomori, publicado originalmente pela Weekly Shōnen Sunday, começando em 1966. Em abril de 1968, a série migrou para a Big Comic, onde continuou por 4 anos até o seu fim em abril de 1972. Nos anos 90, a série voltou a ser publicada, sendo o mangá de mais longa duração criado por Shotaro Ishinomori, ao lado de Cyborg 009 e HOTEL. Foi adaptado para a televisão em anime e exibido de outubro de 1968 até setembro de 1969, rendendo 52 episódios. O mangá foi vencedor do prêmio Shogakukan Manga Award em 1968.
Uma telenovela baseada no mangá foi ao ar pela Fuji TV de 1981 a 1982, com Sabu e Ichi sendo interpretados pelos veteranos Tomokazu Miura e Tatsuo Umemiya, respectivamente.

## Enredo
A série segue as aventuras de Sabu, um jovem investigador do regime Edo bakufu, ao lado de Ichi, um exímio espadachim que perdeu a visão ainda na infância e desde então se dedicou a tornar-se um mestre da espada. Em suas viagens, a dupla presta assitência às pessoas comuns, resolvendo mistérios, enfrentando bandidos e políticos corruptos. Sabu é noivo de Midori, filha de seu chefe, que trabalha como oficial de polícia para o Shogunato Tokugawa.